# 环状化合物
环状化合物指分子中原子以环状排列的化合物，通常指有机化合物，如苯。环中有几个原子，该环就称“几元环”。“多环”指环的个数超过1，如萘；而“大环”则一般指环中原子个数大于12的环状化合物。

苯，单环化合物
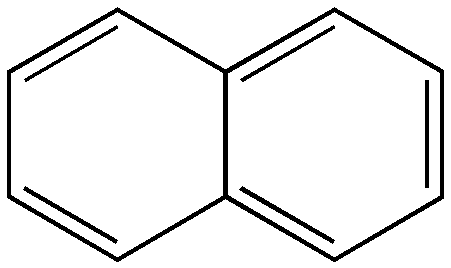
萘，多环化合物
卟啉，大环化合物

环状化合物可以以下标准分类：
- 脂环族化合物
  - 环烷烃
  - 环烯烃
- 芳香烃
  - 多环芳香烃
- 杂环化合物
- 大环化合物

## 环化及开环反应

Dieckman关环反应

生成环状结构的有机反应称为环化反应、关环反应、成环反应，打开环状结构的反应则称开环反应。
典型的环化反应有：
- 关环复分解反应
- Nazarov环化反应
- Ruzicka大环合成（英语：Ruzicka large ring synthesis）
- Dieckmann缩合反应
- Wenker合成

典型的开环反应有：
- 开环聚合反应—聚合反应的一大类
- 开环复分解聚合